# Medinilla crassifolia
Medinilla crassifolia är en tvåhjärtbladig växtart som först beskrevs av Caspar Georg Carl Reinwardt och Carl Ludwig von Blume, och fick sitt nu gällande namn av Carl Ludwig von Blume. Medinilla crassifolia ingår i släktet Medinilla och familjen Melastomataceae. Inga underarter finns listade i Catalogue of Life.